# Långabäckstjärnen
Långabäckstjärnen är en sjö i Ovanåkers kommun i Hälsingland och ingår i Ljusnans huvudavrinningsområde. Sjön har en area på 0,0584 kvadratkilometer och ligger 230,5 meter över havet.

## Delavrinningsområde
Långabäckstjärnen ingår i det delavrinningsområde (679927-149557) som SMHI kallar för Mynnar i 680291-149266. Medelhöjden är 302 meter över havet och ytan är 12,88 kvadratkilometer. Det finns inga avrinningsområden uppströms utan avrinningsområdet är högsta punkten. Vattendraget som avvattnar avrinningsområdet har biflödesordning 4, vilket innebär att vattnet flödar genom totalt 4 vattendrag innan det når havet efter 109 kilometer. Avrinningsområdet består mestadels av skog (93 procent). Avrinningsområdet har 0,06 kvadratkilometer vattenytor vilket ger det en sjöprocent på 0,5 procent.